# Закарієв Магомед Ахмедович
Магомед Ахмедович Закарієв (нар. 19 липня 1997) — український борець вільного стилю чеченського походження, бронзовий призер чемпіонату світу.

## Спортивні результати на міжнародних змаганнях

### Виступи на Чемпіонатах світу
| Змагання                        | Збірна  | Вагова категорія          | Місце  |
| ------------------------------- | ------- | ------------------------- | ------ |
| Чемпіонат світу з боротьби 2021 | Україна | вільна боротьба, до 97 кг | Бронза |
| Чемпіонат світу з боротьби 2022 | Україна | вільна боротьба, до 97 кг | 7      |

### Виступи на інших змаганнях
| Змагання                                                         | Збірна  | Вагова категорія          | Місце  |
| ---------------------------------------------------------------- | ------- | ------------------------- | ------ |
| Київський Міжнародний турнір з боротьби 2018                     | Україна | вільна боротьба, до 97 кг | 10     |
| Меморіал Кристьяна Палусалу 2019                                 | Україна | вільна боротьба, до 97 кг | Бронза |
| Турнір Яшара Догу 2020                                           | Україна | вільна боротьба, до 97 кг | 5      |
| Національний кубок України з вільної боротьби 2020               | Україна | вільна боротьба, до 97 кг | Срібло |
| Київський Міжнародний турнір з боротьби 2021                     | Україна | вільна боротьба, до 97 кг | Бронза |
| Європейський олімпійський кваліфікаційний турнір з боротьби 2021 | Україна | вільна боротьба, до 97 кг | 11     |
| Турнір Алі Алієва 2021                                           | Україна | вільна боротьба, до 97 кг | 17     |
| Міжнародний турнір Маттео Пелліцоне 2022                         | Україна | вільна боротьба, до 97 кг | 11     |
| Меморіал Вацлава Циолковського 2022                              | Україна | вільна боротьба, до 97 кг | Срібло |
| Турнір Дана Колова — Николи Петрова 2023                         | Україна | вільна боротьба, до 97 кг | Бронза |

### Виступи на змаганнях молодших вікових груп
| Змагання                                       | Збірна  | Вагова категорія           | Місце |
| ---------------------------------------------- | ------- | -------------------------- | ----- |
| Чемпіонат світу з боротьби серед кадетів 2013  | Україна | вільна боротьба, до 50 кг  | 18    |
| Чемпіонат Європи з боротьби серед юніорів 2016 | Україна | вільна боротьба, до 120 кг | 12    |
| Чемпіонат світу з боротьби серед юніорів 2017  | Україна | вільна боротьба, до 120 кг | 17    |
| Чемпіонат світу з боротьби серед молоді 2018   | Україна | вільна боротьба, до 97 кг  | 5     |
| Чемпіонат Європи з боротьби серед молоді 2019  | Україна | вільна боротьба, до 97 кг  | 9     |